# Хоринський район

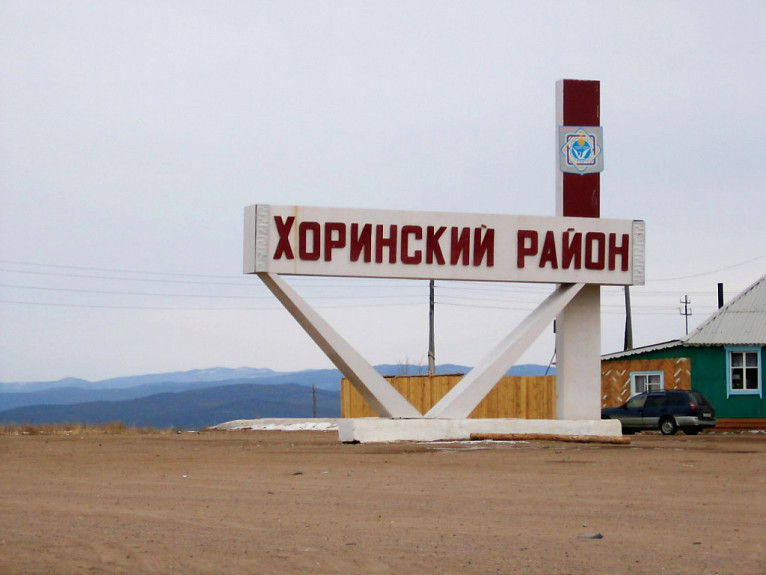
Стела при в'їзді в Хоринський район. Бурятія, Росія

Хоринський район (рос. Хоринский район, бур. Хори аймаг) — адміністративна одиниця Республіки Бурятія Російської Федерації.
Адміністративний центр — село Хоринськ.

## Адміністративний поділ
До складу району входять 11 сільських поселень:
1. Ашангинське — село Георгієвське
2. Верхнєкурбинське — улус Тегда
3. Верхнєталецьке — с. Верхні Тальци
4. Краснопартизанське — с. Оніноборськ
5. Кульське — с. Санномиськ
6. Ойбонтовське — у. Тохорюкта
7. Удинське — с. Удинськ
8. Улан-Одонське — у. Кульський Станок
9. Хандагайське — селище Хандагай
10. Хасуртайське — с. Хасурта
11. Хоринське — с. Хоринськ